# Moritz Fürste
Moritz Fürste (* 28. Oktober 1984 in Hamburg) ist ein ehemaliger deutscher Hockeyspieler, der 2008 und 2012 Olympiasieger wurde und 2016 bei den Olympischen Spielen in Rio die Bronzemedaille holte.

## Karriere

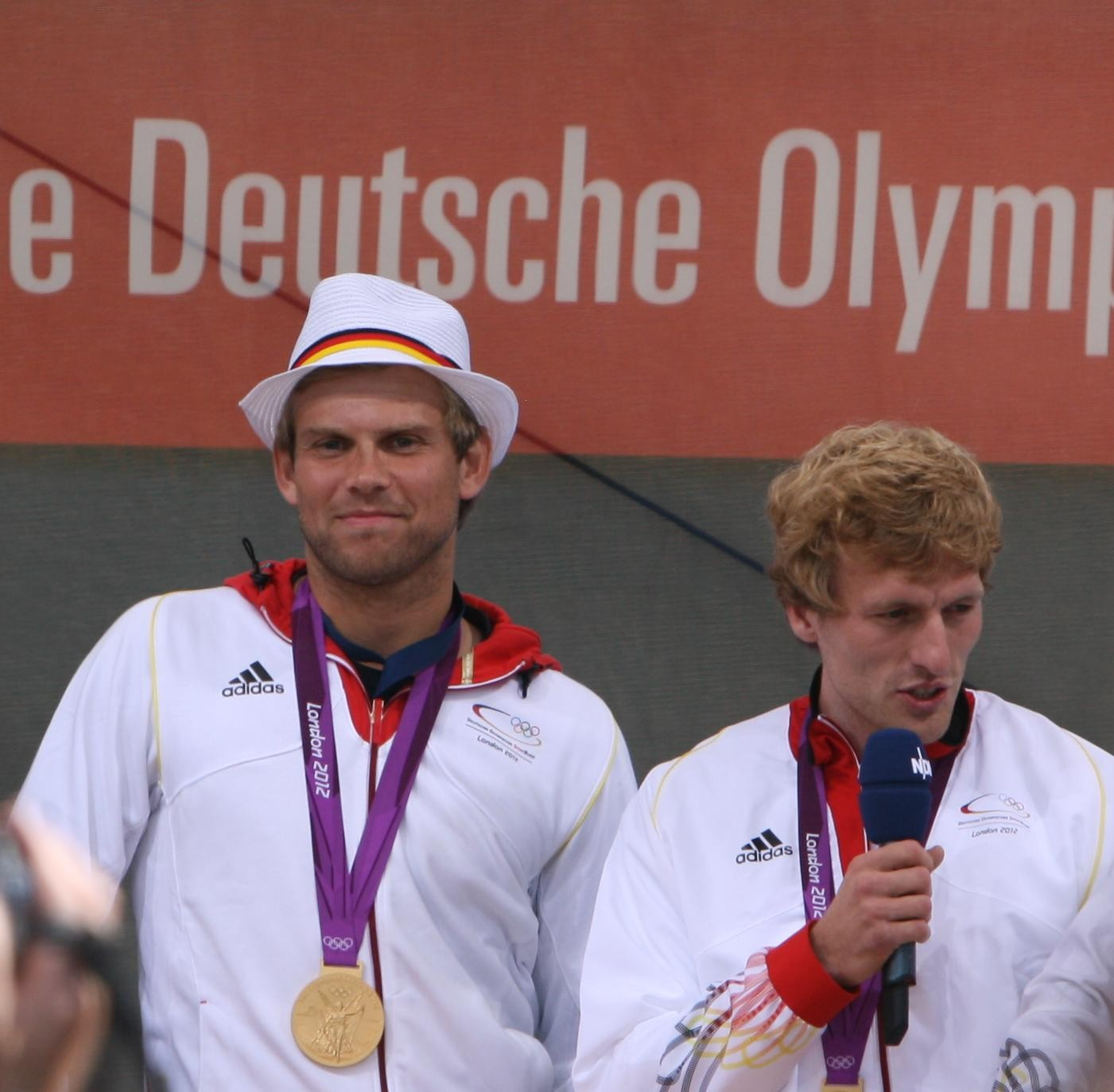
Moritz Fürste (links) mit Jan Philipp Rabente, 2012

Moritz Fürste spielte seit seiner Jugend beim Uhlenhorster HC. Im selben Team spielte auch sein Bruder Jonas; der größte Erfolg der Brüder mit dem Verein war der dreimalige Gewinn der Euro Hockey League 2008, 2010 und 2012. 2008 und 2010 wurde er zudem als wertvollster Spieler der Euro Hockey League ausgezeichnet. Zur Saison 2012/13 wechselte er zum spanischen Verein Club de Campo Madrid, kehrte nach einem Jahr aber zurück.
2005 debütierte Moritz Fürste in der deutschen Hockeynationalmannschaft. Im selben Jahr wurde der Mittelfeldspieler Vierter bei der FIH Champions Trophy. 2006 belegte die deutsche Mannschaft den zweiten Platz bei der Champions Trophy. Noch erfolgreicher war das Team bei der Weltmeisterschaft in Mönchengladbach, als es den Titel von 2002 verteidigte. 2007 folgte Fürstes zweiter Weltmeistertitel bei der Hallenweltmeisterschaft in Wien. In der Freiluftsaison gewann die deutsche Mannschaft die Champions Trophy 2007. Bei den Olympischen Spielen 2008 gewann er mit der deutschen Mannschaft Gold. Er war 2009 Europameisterschaftszweiter hinter England und 2010 in Indien Weltmeisterschaftszweiter hinter Australien. Im Februar 2011 gehörte er zum erfolgreichen Team bei der Hallenhockey-Weltmeisterschaft 2011. Im August 2011 siegte die deutsche Mannschaft bei der Feldhockey-Europameisterschaft in Mönchengladbach im Finale gegen die Niederlande. Bei den Olympischen Spielen 2012 gewann er erneut Gold.
Im Januar und Februar 2013 spielte Fürste in der neu gegründeten Hockey India League (HIL). Er hatte sich auf eigene Initiative beworben und wurde in einem Draft vom Team Ranchi Rhinos für drei Jahre verpflichtet. In einer vierwöchigen Spielrunde ermittelten fünf Franchises den indischen Meister. Im Endspiel gewann Fürste als Kapitän mit seinem Team 2:1 gegen die Delhi Waveriders mit den Deutschen Nicolas Jacobi und Oskar Deecke. Er wurde außerdem zum besten Spieler des Finales gewählt. Für sein Gastspiel erhielt er 84.000 US-Dollar. Im Sommer verteidigte er als Kapitän mit dem deutschen Team den Europameistertitel.
Nach den Olympischen Spielen 2016 beendete Moritz Fürste seine Karriere in der Nationalmannschaft. Insgesamt absolvierte 289 Länderspiele, davon 27 in der Halle.
2012 wurde er als Welthockeyspieler ausgezeichnet. Nach den Olympiasiegen 2008 und 2012 sowie dem dritten Platz 2016 wurde Fürste gemeinsam mit seinen Mannschaftskollegen jeweils mit dem Silbernen Lorbeerblatt geehrt.
Am 3. Juni 2018 beendete Moritz Fürste seine Karriere. Am letzten Spieltag der regulären Saison der Feldhockey-Bundesliga 2017/18 unterlag Fürste dabei mit seinem Uhlenhorster HC dem Stadtrivalen Harvestehuder THC mit 3:4, wobei er noch einmal zwei Tore für seine Mannschaft erzielte.

## Privatleben
Als Moritz Fürste neun Jahre alt war, kam sein Vater Peter im Alter von 37 Jahren beim Untergang der Ostseefähre Estonia 1994 ums Leben. Moritz Fürste besuchte das Gymnasium Buckhorn, wo er 2004 das Abitur ablegte.
Nach Abschluss eines dualen Studiums an der HSBA Hamburg School of Business Administration in Media Management in Verbindung mit einer Ausbildung zum Kaufmann für Marketingkommunikation bei einer Hamburger Werbeagentur absolvierte Fürste in Hamburg ein Studium im Fach Medienmanagement und danach an der SRH FernHochschule Riedlingen ein Studium im Fach Wirtschaftspsychologie. Fürste war beruflich für die Werbeagentur Thjnk tätig, im April 2017 gründete er gemeinsam mit Michael Trautmann und Christian Troetzke das Sportvermarktungsunternehmen Upsolut Sports GmbH und wurde geschäftsführender Gesellschafter. Seit dem Beginn der Saison 2023/24 kommentiert Fürste Spiele der Feldhockey-Bundesligen der Herren und Damen auf Dyn.
Fürste ist verheiratet und Vater zweier Töchter.

## Auszeichnungen
- 2008: mit der Hockey-Nationalmannschaft Mannschaft des Jahres
- 2014: Auszeichnung für „besonderes Engagement um die Olympische Idee“ durch die Deutsche Olympische Gesellschaft[15]
- 2008, 2012 und 2016: Silbernes Lorbeerblatt

## Sonstiges
Im Mai 2016 war Fürste einer der Initiatoren einer Rettungsaktion für die Eishockeymannschaft der Hamburg Freezers, deren Betreiber angekündigt hatte, keine Lizenz für die Saison 2016/17 in der Deutschen Eishockey Liga zu beantragen. Obwohl innerhalb weniger Tage eine große Geldsumme generiert werden konnte, blieb der Freezers-Betreiber bei seinem Entschluss.
Fürste nahm ab dem 30. Januar 2018 an der dritten Staffel der Wettkampfshow Ewige Helden teil. Am 1. Dezember 2018 wurde er zum „Persönlichen Mitglied“ des Deutschen Olympischen Sportbundes (DOSB) gewählt. 2018 brachte er zusammen mit dem Journalisten Björn Jensen das Buch Nebenbei Weltklasse. Aus Liebe zum Sport heraus, das Fürstes Karriereverlauf beschreibt.
2017 rief Fürste zusammen mit seinem Geschäftspartner Jörg Christian Toetzke die Fitness-Event-Sportart Hyrox ins Leben, die zum Boomsport wurde.